# Kościół Najświętszej Maryi Panny Królowej Anielskiej w Kroniach
Kościół Najświętszej Maryi Panny Królowej Anielskiej w Kroniach – katolicki kościół parafialny w Kroniach, pierwotnie prawosławna cerkiew monasterska.

## Historia
W 1610 wojewoda trocki Bogdan Ogiński wzniósł w Kroniach prawosławną cerkiew Trójcy Świętej, przy której powstał następnie męski monaster, jedna z siedemnastu placówek filialnych monasteru Świętego Ducha w Wilnie.
Klasztor ten przeszedł następnie w ręce bazylianów, zaś prawosławnym został przekazany ponownie przez władze carskie po III rozbiorze Polski. Jednak już w 1810, z powodu małej liczby mnichów żyjących w Kroniach, monaster zlikwidowano, zaś jego cerkiew zmieniono w parafialną. W 1834 dokonano gruntownej przebudowy budynku.
W 1915 większość prawosławnych mieszkańców miejscowości udała się na bieżeństwo. W czasie okupacji Litwy przed wojska niemieckie cerkiew była wykorzystywana jako magazyn. W 1919 przejęła ją katolicka społeczność Kroń, powołując się na fakt dawnej przynależności obiektu do unitów. Parafia katolicka przejęła również dom parafialny i majątek ziemski nadany prawosławnej placówce duszpasterskiej przez władze carskie. Starania na rzecz ponownego przejęcia obiektu, prowadzone przez eparchię wileńską i litewską z jej zwierzchnikiem metropolitą Eleuteriuszem na czele, nie dały rezultatów. Prawosławnym nie zwrócono również jego wyposażenia. W 1925 świątynia w Kroniach była już w pełni zaadaptowana do potrzeb liturgii łacińskiej.

## Architektura
Kościół wzniesiony jest na planie prostokąta z wieloboczne zamkniętym prezbiterium. Ponad nawą wznosi się kopuła na cylindrycznym bębnie. Nad przedsionkiem zbudowana jest wieża o wysokości 33 metrów. Wejście do obiektu prowadzi przez renesansowy portal. We wnętrzu przetrwały dwa nagrobki przedstawicieli rodziny Ogińskich: fundatora z 1629, z rymowanym napisem w języku polskim oraz Samuela Lwa z 1657.